# Kościół Matki Bożej Miłosierdzia w Radomiu
Kościół Matki Bożej Miłosierdzia w Radomiu – rzymskokatolicki kościół parafialny należący do parafii pod tym samym wezwaniem (dekanat Radom-Centrum diecezji radomskiej).
Jest to świątynia zaprojektowana przez architekta Leopolda Taraszkiewicza z Politechniki Gdańskiej i konstruktora inżyniera Tadeusza Lisiewicza z Gdańska. Wybudowana została w latach 1978–1988 dzięki staraniom księdza Adama Staniosa i parafian. Kościół powstał jako obiekt dwukondygnacyjny, w połączeniu z plebanią. Dolna świątynia została pobłogosławiona w dniu 20 września 1983 roku przez biskupa Walentego Wójcika. W pomieszczeniach dolnego kościoła zostało urządzone również miejsce pamięci „martyrium” dedykowane osobom związanym z działalnością niepodległościową w czasie II wojny światowej i w latach komunizmu. Umieszczonych zostało tam 37 marmurowych tablic kommemoratywnych z okolicznościowymi napisami. Świątynia górna została pobłogosławiona w dniu 2 lutego 1988 roku przez biskupa Edwarda Materskiego. Jest to kościół trzynawowy, murowany, wzniesiony z cegły i betonu o konstrukcji żelbetowej. Wnętrze budowli jest halowe. Wszystkie drzwi wejściowe do kościoła zostały wykonane z wykuwanych blach z brązu. Świątynia została dedykowana w dniu 25 listopada 2001 roku przez kardynała Zenona Grocholewskiego, prefekta Kongregacji Wychowania Katolickiego. W 2007 roku biskup Zygmunt Zimowski ustanowił świątynię Ośrodkiem Kultu Matki Bożego Miłosierdzia.